# Commando : Une armée composée d'un seul homme
Série
Commando 2 : Sur la piste de l'argent sale
(2017)
Pour plus de détails, voir Fiche technique et Distribution.
Commando : Une armée composée d'un seul homme (en anglais: Commando: A One Man Army) est un film indien de Bollywood réalisé par Dilip Ghosh, sorti le 12 avril 2013. 
Le film met en vedette Vidyut Jamwal, Pooja Chopra et Darshan Jariwala. Il est tièdement accueilli par la critique mais rassemble suffisamment de public pour être rentable.

## Distribution
- Vidyut Jamwal : Capitaine  Karanvir Singh Dogra
- Pooja Chopra : Simrit Kaur
- Jaideep Ahlawat : Amrit Kanwal (AK 74)
- Jagat Rawat : Mahendra Pratap